# Малжењице
Малжењице (слч. Malženice) насељено је мјесто са административним статусом сеоске општине (слч. obec) у округу Трнава, у Трнавском крају, Словачка Република.

## Становништво
| Година:    | 1994. | 2004.    | 2014.    | 2024.   |
| ---------- | ----- | -------- | -------- | ------- |
| Број људи: | 1017  | 1266     | 1428     | 1507    |
| Разлика:   |       | +24,48 % | +12,79 % | +5,53 % |

| Година:    | 2023. | 2024.   |
| ---------- | ----- | ------- |
| Број људи: | 1534  | 1507    |
| Разлика:   |       | -1,76 % |

Према подацима о броју становника из 2024. године насеље је имало 1507 становника.